# 乔安娜·劳斯尔

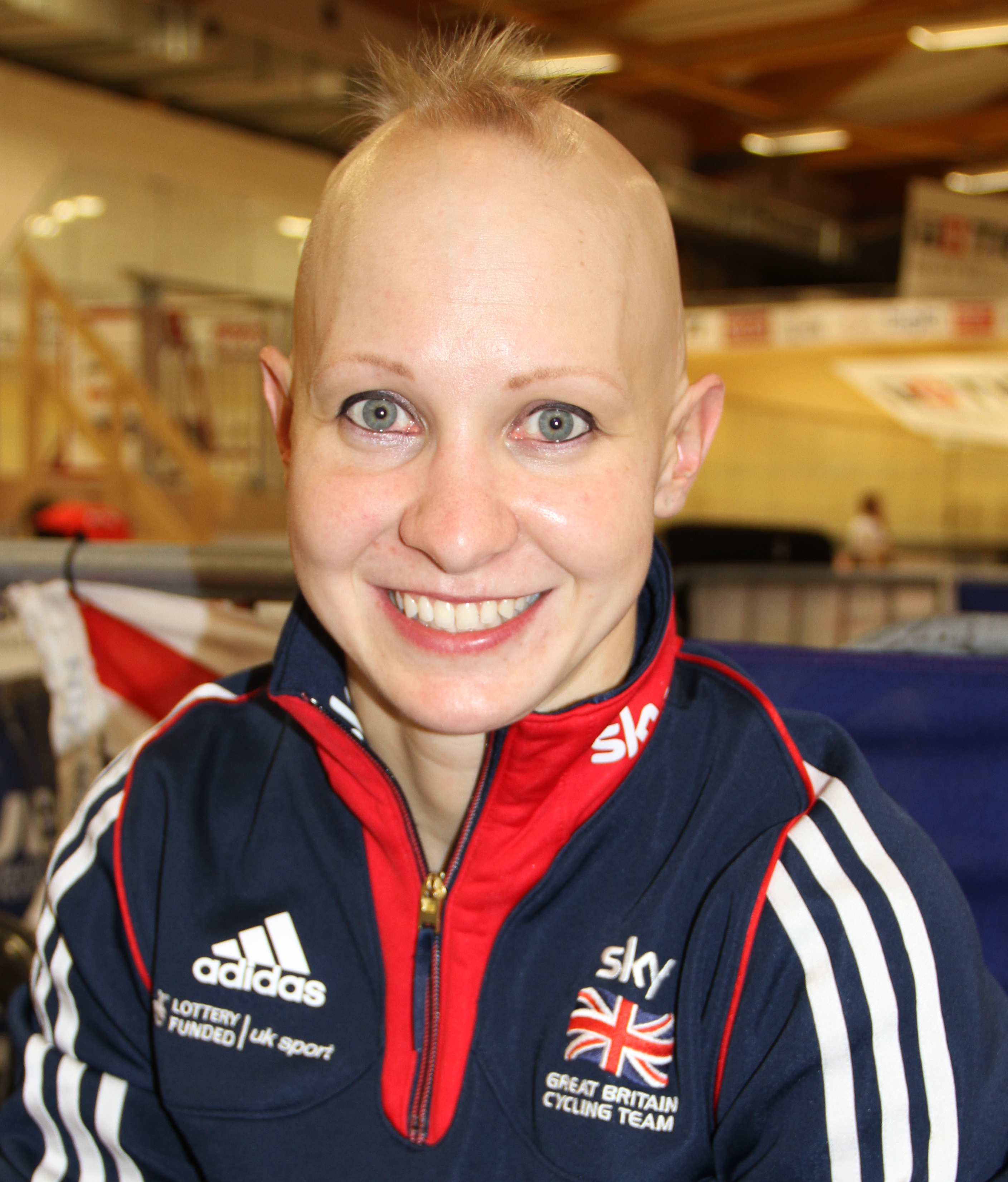
乔安娜·劳斯尔，摄于2015年

乔安娜·劳斯尔，MBE（英語：Joanna Rowsell，旧姓劳斯尔·尚德（Rowsell Shand）；1988年12月5日—），是一名参加场地和公路的退役英格兰自行车运动员。
她曾参加2012年伦敦奥运和2016年里约奥运，两届奥运都在女子团体追逐赛项目上摘金。她也获得了五枚世锦赛金牌，其中有四枚来自于团体追逐赛项目。